# Rita Ora
Rita Sahatçiu Ora (Pristina; 26 de noviembre de 1990) es una cantante, actriz, compositora y modelo británica de origen albanokosovar. Poco después de su nacimiento en Pristina, su familia decidió mudarse a Londres para buscar mejores oportunidades de vida. En un viaje a los Estados Unidos, la artista llamó la atención del rapero Jay-Z, quien le hizo firmar un contrato con su sello Roc Nation en 2008.
La artista debutó formalmente en la música a finales de 2011, y rápidamente se convirtió en un éxito al anotar tres sencillos número 1 en el Reino Unido en menos de un año con sus temas «Hot Right Now», «R.I.P.» y «How We Do (Party)». En agosto de 2012, lanzó su álbum debut ORA, el cual debutó en la primera posición del Reino Unido y fue certificado con disco de platino. Posteriormente, publicó su tema «I Will Never Let You Down», que se convirtió en su cuarto número 1 en el Reino Unido, así como «Poison», que también ingresó a los diez primeros. Tras una serie de disputas con Roc Nation, las cuales provocaron el retraso de su segundo álbum, Rita abandonó dicho sello en mayo de 2016 y firmó con Atlantic Records. En 2017, lanzó sus sencillos «Your Song», «Anywhere» y «Let You Love Me», que se convirtieron en éxitos alrededor del mundo y formaron parte de su segundo álbum, Phoenix, publicado en noviembre de 2018.
Además de la música, Rita ha tenido una notorio participación en la televisión, habiendo sido jurado y anfitriona en The Voice UK, The X Factor, America's Next Top Model y The Masked Singer UK. Asimismo, en el cine, tuvo breves apariciones en Fast & Furious 6 (2013) y Pokémon: Detective Pikachu (2019), además de formar parte del elenco de Cincuenta sombras de Grey (2015) y sus dos secuelas lanzadas en 2017 y 2018.

## Biografía

### 1990-2010: primeros años e inicios musicales
Ora nació el 26 de noviembre de 1990 en Pristina, cuando pertenecía a la República Federal Socialista de Yugoslavia, (actual Kosovo), de padres albaneses. Su madre, Vera (de soltera Bajraktari), es psiquiatra y su padre, Besnik Sahatçiu, es dueño de un pub y estudió economía anteriormente. Ora tiene una hermana mayor, Elena, y un hermano menor, Don. Nació como Rita Sahatçiu (apellido derivado de la palabra turca saatçi, que significa 'relojero'), pero sus padres luego agregaron Ora (ora significa 'tiempo' en albanés) al apellido familiar para que pudiera pronunciarse fácilmente.
Su familia abandonó Kosovo por motivos políticos, debido a la persecución de los albaneses iniciada con la desintegración de Yugoslavia. Se trasladaron al este de Londres, Reino Unido, para buscar mejores oportunidades de vida. Vivió toda su infancia y adolescencia en la Portobello Road y estudió en la escuela primaria St Matthias CE Primary School, para luego graduarse en la secundaria Sylvia Young Theatre School. Debutó como actriz en 2004 cuando actuó en la película Spivs.
Su primera oportunidad importante de convertirse en cantante llegó en 2009 cuando Ora participó en el programa Eurovision: Your Country Needs You, que busca nuevos talentos que representen al Reino Unido en el Festival de la Canción de Eurovisión. Sin embargo, luego se retiró de la competencia debido a que, según ella, «no se sentía lista para la industria de la música». En un viaje en 2009 a Nueva York, Rita firmó un contrato discográfico con Roc Nation con el rapero Jay-Z como principal encargado. Tras su firma, tuvo apariciones menores en algunos videoclips de cantantes de la discográfica como Drake.

### 2011-2014:Oray revelación internacional
Rita debutó como artista profesional el 14 de diciembre de 2011 cuando DJ Fresh publicó el videoclip de «Hot Right Now», donde la cantante es la voz principal. El sencillo encabezó el UK Singles Chart tras ser lanzado a inicios del año siguiente. La cantante en seguida fue incluida en la lista de los 10 artistas para ver de Rap-Up. Por ello, brindó una entrevista donde comentó que ya se encontraba trabajando en su álbum debut al lado de artistas de Roc Nation como Drake. Además agradeció a Jay-Z, su jefe de sello, por haberla descubierto y por ser tan «honesto y auténtico». Por otra parte, la cantante también agradeció y elogió a todos los artistas reconocidos que trabajaron con ella en la elaboración del material, como Kanye West y Tinie Tempah. Sobre cómo sería, explicó que «definitivamente tiene pop en él» y que está influenciado por Aaliyah y Gwen Stefani. Cerró la entrevista diciendo que lo único que esperaba del disco es que la gente que lo oyera se sintiera bien haciéndolo. En otra entrevista, reveló que también poseía influencias de Eric Clapton y B.B. King.
Lista para darse a conocer, Rita lanzó a inicios de 2012 su primer sencillo como artista principal, «R.I.P.», canción compuesta por Drake y que además cuenta con la colaboración de Tinie Tempah. Como se tenía previsto, debutó como número uno en el UK Singles Chart el 13 de mayo, donde superó en ventas durante la semana a éxitos recientes como «Call Me Maybe» de Carly Rae Jepsen. Con esto, Rita anotó su primer número uno como artista principal y segundo en general. Además de esto, alcanzó la décima posición en Australia y recibió la certificación de platino. En el segundo trimestre del año, la cantante sirvió como telonera de Coldplay en su Mylo Xyloto Tour durante ciertas fechas de Europa. También fue jurado de la novena temporada de The X Factor durante las audiciones hechas en The O2 Arena, Londres. Inicialmente, la idea principal era que la cantante se quedase como jurado permanente, pero luego de finalizar las audiciones, dijo que se encontraba realmente cansada y no podría soportar más días así.

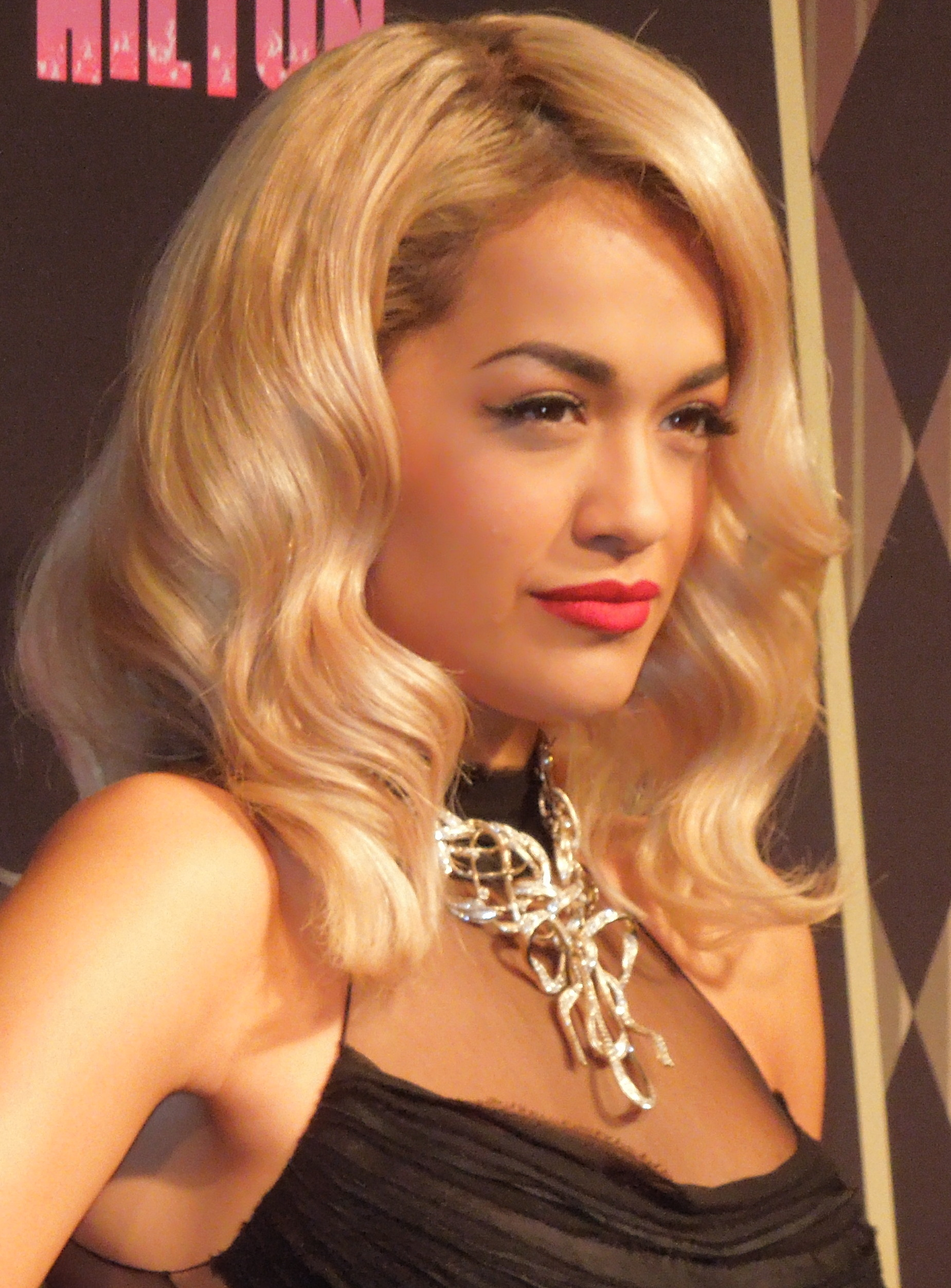
Ora en septiembre de 2012.

Luego del buen recibimiento de «R.I.P.», la cantante lanzó «How We Do (Party)», canción que igualmente encabezó el UK Singles Chart y además el Irish Singles Chart, donde fue su primer número uno allí. Además de esto, logró la quinta posición en Nueva Zelanda y Japón, mientras que en Australia la novena, y recibió además dos discos de platino allí. Habiéndose promocionado lo suficiente, finalmente lanzó ORA el 24 de agosto de 2012. Una semana después, The Official UK Charts Company informó que ORA había debutado como número uno en el UK Albums Chart, donde le arrebató el lugar a Our Version of Events de Emeli Sandé. Al respecto, Rita dijo:

«Trabajé muy duro en este álbum, entonces lo dejé ir y no tengo ningún control sobre él. Da algo de miedo, ¡pero estoy emocionada! ¡Solo quiero darle las gracias a todos mis increíbles seguidores, y espero que se sientan mejor oyendo mi música!».

Su reciente reconocimiento en el Reino Unido le valió cuatro nominaciones a Rita en los MOBO Awards, donde lideraba el número de candidaturas totales junto con Emeli Sandé y Plan B. Sin embargo, el día de la ceremonia, aunque era una de las favoritas, solo ganó Mejor Artista Nuevo. Posteriormente, brindó una entrevista a la estación de radio británica Capital FM donde aseguró que ya trabajaba en su nuevo álbum, y dijo además que este vería más su angustia que su optimismo durante el año. En los MTV Video Music Awards, Rita hizo una pequeña aparición para presentar el premio al Mejor Vídeo Masculino junto a Demi Lovato. La buena racha de número unos de la cantante acabó con el lanzamiento de su último sencillo durante el 2012, «Shine Ya Light», que solo alcanzó el décimo puesto del UK Singles Chart. Al poco tiempo, también fue nominada a los MTV Europe Music Awards en tres categorías. El día de la ceremonia, abrió el espectáculo interpretando «R.I.P.» con un traje rojo. Varios críticos describieron su presentación como «sexy». En cuanto a los galardones a los que optaba, perdió dos ante One Direction y uno ante Carly Rae Jepsen.

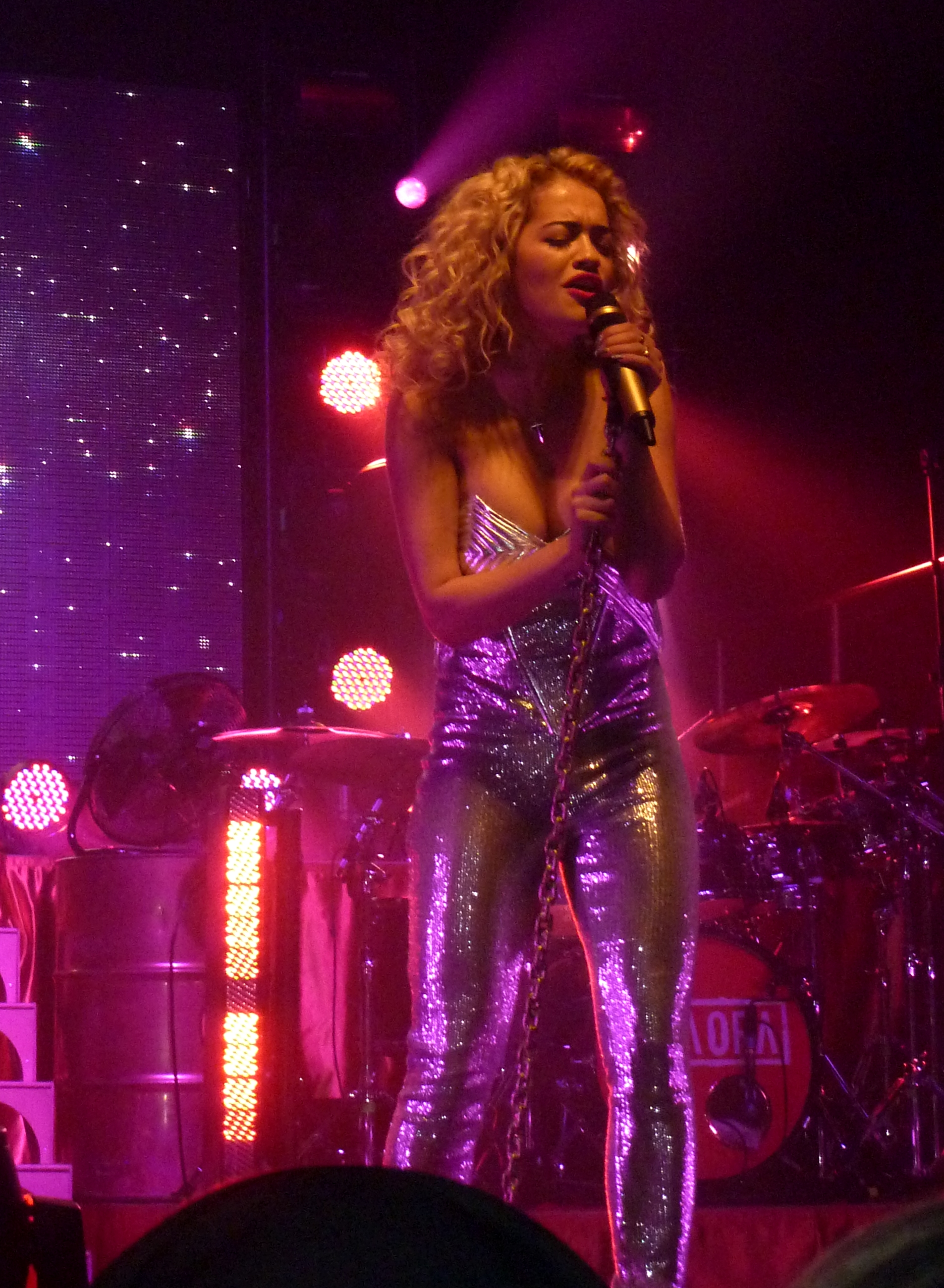
Ora cantando en el Radioactive Tour en O2 Academy Bournemouth (febrero de 2013).

A principios de 2013, en una entrevista con Music News, Rita aseguró que su segundo álbum sería más «centrado» que ORA. Añadió además que cuando creó aquel álbum, solo tenía 18 años, y ahora que tiene 22, está experimentando cosas nuevas. Reveló que ahora estaba creando pop similar al de Blondie y No Doubt. Durante finales de enero e inicios de febrero, la cantante estuvo de gira por el Reino Unido con su Radioactive Tour. Por otra parte, recibió sus tres primeras nominaciones a los premios Brit en las categorías de mejor artista nuevo y mejor sencillo británico por «R.I.P.» y «Hot Right Now». Aunque, los premios los obtuvieron finalmente Ben Howard y Adele con «Skyfall». Posteriormente, desarrolló nuevamente su rol como actriz con su aparición en un episodio de la serie de televisión 90210 y también en la película Fast & Furious 6.
Aún sin terminar su segundo disco, Rita continuó promocionando ORA con el lanzamiento de «Radioactive», sencillo que logró el décimo octavo puesto del UK Singles Chart y una certificación de oro en Australia. Por último, lanzó «Facemelt» como último sencillo de ORA, pero a pesar del videoclip hecho para promocionarlo, no contó con ningún tipo de éxito. Más tarde Rita se convertiría en el rostro de la línea de ropa Material Girl, perteneciente a la cantante Madonna y su hija. A finales de noviembre, Rita se unió al elenco de la película Cincuenta sombras de Grey, adaptación cinematográfica de la novela erótica con el mismo nombre, donde la artista interpreta el papel de Mia Grey, hermana adoptiva del protagonista Christian Grey. Las grabaciones del filme comenzaron la primera semana de diciembre y se estrenó el 13 de febrero del 2015.

### 2014-2018: abandono de Roc Nation yPhoenix
Tras haberse enfocado en nueva música, en marzo de 2014, Rita lanzó «I Will Never Let You Down», canción producida por su entonces pareja, el escocés Calvin Harris. La canción supuso el regreso de la artista a las listas, tras alcanzar la primera posición en el Reino Unido e ingresando a los diez primeros en Australia, Irlanda y Nueva Zelanda. Algunos meses después, en julio, colaboró con Iggy Azalea en el tema «Black Widow», que también fue un éxito en las listas de todo el mundo, entre estos el Billboard Hot 100, donde logró la tercera posición. Se tenía pensado que el segundo álbum de Rita viera la luz a finales de 2014, pero tras una forzosa ruptura con Calvin Harris, este le prohibió utilizar cualquier canción producida por él, entre estas «I Will Never Let You Down», por lo cual Rita debió comenzar a trabajar en nueva música para el disco. En ese período, también colaboró con Adidas. En octubre, aún de 2014, Rita grabó la canción «Grateful» para la película Beyond the Lights, el cual más tarde cantó en los premios Óscar celebrados 22 de febrero de 2015.

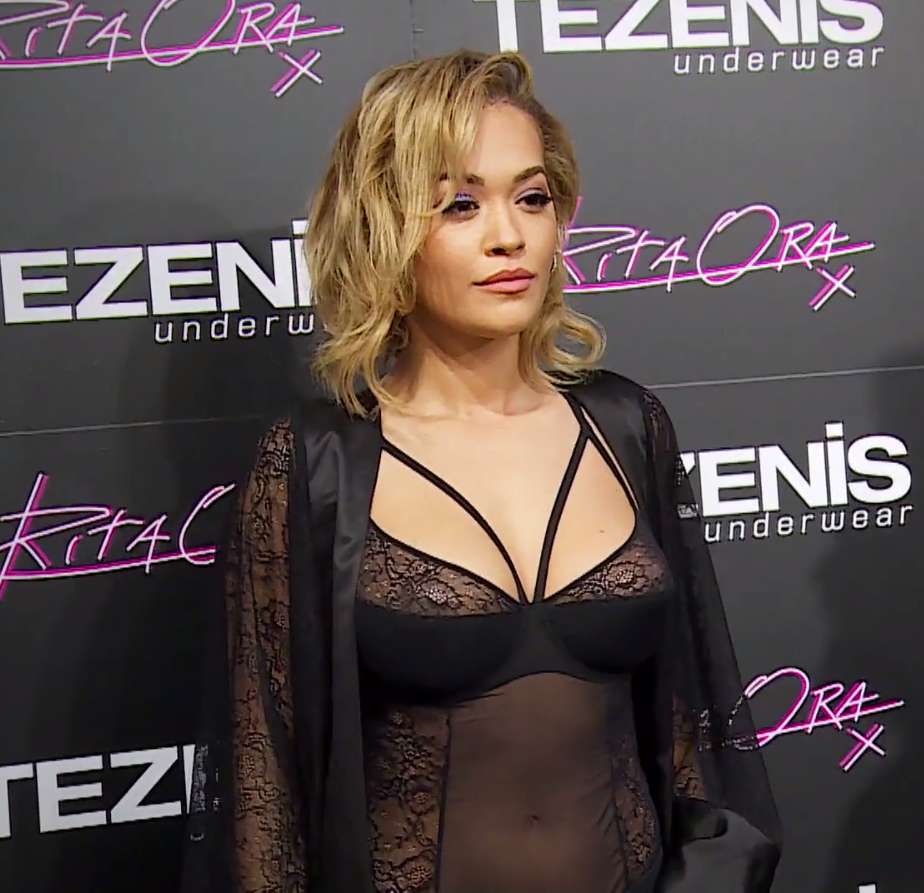
Rita durante un lanzamiento de lencería de Tezenis en noviembre de 2016.

En junio de 2015, lanzó su sencillo «Poison», que alcanzó la posición tres del UK Singles Chart. También se unió al programa The Voice UK como entrenadora en su cuarta temporada y a The X Factor como juez en su duodécima temporada. Igualmente, tuvo una breve aparición en la serie Empire. Debido a la falta de apoyo por parte de Roc Nation, Rita debió financiar sus propias presentaciones, vídeos musicales y grabaciones, y en diciembre de 2015, demandó al sello por incumplimiento de contrato, ya que se estaban llevando el 20% de sus ganancias aún sin haber invertido en sus proyectos. Rita, quien ya era residente del estado de California, apeló a la ley de siete años, la cual estipula que una persona no puede estar sujeta a un contrato por más de siete años sin un apoyo mutuo. Más tarde, en enero de 2016, Roc Nation demandaría también a Rita por la suma de 2.4 millones de dólares, que fue la cifra que, según el sello, gastó en la promoción de ORA. En mayo, ambas partes finalmente llegaron a un acuerdo, con Roc Nation anulando el contrato de Rita bajo la condición de que esta no generara mala publicidad con comentarios hacia el sello o alguno de sus artistas. Además, Rita no podría utilizar ninguna de las canciones lanzadas con Roc Nation para futuros proyectos, por lo que «I Will Never Let You Down» y «Poison» tendrían que ser descartadas de su siguiente álbum. Solo días después del acuerdo, Rita firmó con Atlantic Records y comenzó a trabajar en su nueva música.
Durante la disputa con Roc Nation, Rita fue anfitriona de la temporada 23 de America's Next Top Model, que se llevó a cabo entre diciembre de 2016 y marzo de 2017. En mayo de 2017, tras casi dos años sin publicar material como solista, Rita finalmente lanzó su sencillo «Your Song», canción que serviría como primer sencillo de lo que sería su siguiente álbum. La canción fue un éxito a lo largo del mundo, entrando a los veinte primeros y consiguiendo numerosas certificaciones. Por otra parte, Rita también repitió su papel como Mia Grey en Cincuenta sombras más oscuras (2017). En octubre, lanzó su siguiente sencillo, «Anywhere», que superó el éxito de su antecesor y llegó a la segunda posición en el Reino Unido, donde además fue certificado con doble disco de platino por 1.2 millones de unidades vendidas. También fue anfitriona de los MTV Europe Music Awards llevados a cabo el 12 de noviembre en Londres.
En enero de 2018, Rita colaboró con Liam Payne en «For You», tema principal de la película Cincuenta sombras liberadas (2018), última de la trilogía de Cincuenta sombras de Grey, donde Rita volvió a repetir su papel como Mia Grey. La canción llegó al número 1 en Alemania e ingresó a los diez primeros en numerosos países más. En mayo, colaboró con Cardi B, Charli XCX y Bebe Rexha en el tema «Girls», que tuvo una recepción moderada en Europa. En septiembre, lanzó «Let You Love Me», que alcanzó la cuarta posición del UK Singles Chart, marcando el decimotercer tema de la artista en ingresar a los diez primeros, con lo que batió el récord de la solista británica con más top 10 en el país. El 23 de noviembre, finalmente publicó su segundo álbum de estudio, Phoenix, el cual no logró el éxito esperado y solo llegó al undécimo puesto en el Reino Unido, aunque recibió el disco de oro. Por otro lado, Rita fue invitada como jurado en la cuarta temporada de RuPaul's Drag Race: All Stars.

### 2019-presente: Tercer álbum,Bangy otros proyectos
En marzo de 2019, Rita dio inicio a su Phoenix World Tour, el cual recorrería distintos países de América, Europa y Oceanía. En abril, Rita colaboró junto a Kygo en el tema «Carry On» para la película Pokémon: Detective Pikachu (2019), en la cual también aparece. En 2020, Rita fue jurado de la primera temporada de The Masked Singer UK.

## Estilo artístico
En general, la música de Rita toca principalmente los géneros pop, R&B y soul. En más de una ocasión ha citado a la cantautora Gwen Stefani como principal influencia musical. Aunque, también se refiere a Beyoncé como una de sus más grandes inspiraciones por el gran apoyo que le ha brindado. Su tipo de voz es mezzosoprano.

## Discografía
Álbumes de estudio
- 2012: ORA
- 2018: Phoenix
- 2023: You & I[56]

## Filmografía
| Año     | Título                        | Papel            | Notas                           |
| ------- | ----------------------------- | ---------------- | ------------------------------- |
| 2004    | The Brief                     | Jaclyn Livermore | Episodio «Children»             |
| 2012    | The X Factor (UK)             | Jurado           | Invitada                        |
| 2013    | 90210                         | Ella misma       | Episodio «Misery Loves Company» |
| 2015    | Empire                        | Ella misma       | Episodio «Who I Am»             |
| 2015    | The X Factor (UK)             | Jurado           | Temporada 12                    |
| 2015    | The Voice UK                  | Entrenadora      | Temporada 4                     |
| 2016-17 | America's Next Top Model      | Presentadora     | Temporada 23                    |
| 2017    | Boy Band                      | Presentadora     | Temporada 1                     |
| 2017    | MTV Europe Music Awards       | Presentadora     | Especial de MTV                 |
| 2018    | RuPaul's Drag Race: All Stars | Jurado invitado  | Temporada 4                     |
| 2020    | The Masked Singer UK          | Jurado           | Temporada 1                     |

| Año  | Título                         | Papel              | Notas         |
| ---- | ------------------------------ | ------------------ | ------------- |
| 2004 | Spivs                          | Rosanna            |               |
| 2013 | Fast & Furious 6               | Corredora          | No acreditada |
| 2015 | Cincuenta sombras de Grey      | Mia Grey           |               |
| 2015 | Southpaw                       | María Escobar      |               |
| 2017 | Cincuenta sombras más oscuras  | Mia Grey           |               |
| 2018 | Cincuenta sombras liberadas    | Mia Grey           |               |
| 2019 | Pokémon: Detective Pikachu     | Ann Laurent        |               |
| 2021 | Twist                          | Dodge              |               |
| 2023 | Wonderwell                     | Yana               |               |
| 2024 | Descendants: The Rise of Red   | Reina de Corazones |               |
| 2026 | Descendants: Wicked Wonderland | Reina de Corazones |               |
| —    | Tin Soldier                    |                    |               |

## Premios y nominaciones
Desde sus inicios como artista en la industria musical, Rita Ora ha recibido una notable cantidad de nominaciones a varios premios. Sin embargo, la gran mayoría de las veces no resulta victoriosa. A continuación, una lista con todas las candidaturas de la cantante:
| Año  | Premiación                  | Trabajo nominado                                            | Categoría                             | Resultado | Ref.                 |
| ---- | --------------------------- | ----------------------------------------------------------- | ------------------------------------- | --------- | -------------------- |
| 2012 | 4Music Video Honours Awards | Rita Ora                                                    | Mejor artista nuevo                   | Nominada  | [ 58 ] [ 59 ]        |
| 2012 | MOBO Awards                 | Rita Ora                                                    | Mejor artista nuevo                   | Ganadora  | [ 26 ] [ 27 ]        |
| 2012 | MOBO Awards                 | Rita Ora                                                    | Mejor artista femenina                | Nominada  | [ 26 ] [ 27 ]        |
| 2012 | MOBO Awards                 | ORA                                                         | Mejor álbum                           | Nominada  | [ 26 ] [ 27 ]        |
| 2012 | MOBO Awards                 | «R.I.P.»                                                    | Mejor vídeo                           | Nominada  | [ 26 ] [ 27 ]        |
| 2012 | MTV Europe Music Awards     | Rita Ora                                                    | Mejor artista nuevo                   | Nominada  | [ 31 ] [ 33 ] [ 34 ] |
| 2012 | MTV Europe Music Awards     | Rita Ora                                                    | Mejor artista push                    | Nominada  | [ 31 ] [ 33 ] [ 34 ] |
| 2012 | MTV Europe Music Awards     | Rita Ora                                                    | Mejor artista británico e irlandés    | Nominada  | [ 31 ] [ 33 ] [ 34 ] |
| 2012 | Urban Music Awards          | Rita Ora                                                    | Mejor artista femenina                | Nominada  | [ 60 ] [ 61 ]        |
| 2012 | Urban Music Awards          | Rita Ora                                                    | Mejor artista internacional           | Nominada  | [ 60 ] [ 61 ]        |
| 2012 | Urban Music Awards          | ORA                                                         | Mejor álbum                           | Nominada  | [ 60 ] [ 61 ]        |
| 2012 | Urban Music Awards          | «R.I.P.»                                                    | Mejor sencillo                        | Nominada  | [ 60 ] [ 61 ]        |
| 2012 | Urban Music Awards          | «Hot Right Now»                                             | Mejor videoclip                       | Nominada  | [ 60 ] [ 61 ]        |
| 2013 | BRIT Awards                 | Rita Ora                                                    | Mejor artista nuevo                   | Nominada  | [ 37 ]               |
| 2013 | BRIT Awards                 | «R.I.P.»                                                    | Mejor sencillo británico              | Nominada  | [ 37 ]               |
| 2013 | BRIT Awards                 | «Hot Right Now»                                             | Mejor sencillo británico              | Nominada  | [ 37 ]               |
| 2013 | Kids Choice Awards          | Rita Ora                                                    | Mejor artista femenina británica      | Nominada  | [ 62 ]               |
| 2013 | Glamour Awards              | Rita Ora                                                    | Mejor artista británico solista       | Ganadora  | [ 63 ] [ 64 ]        |
| 2013 | Glamour Awards              | Rita Ora                                                    | Artista revelación                    | Nominada  | [ 63 ] [ 64 ]        |
| 2013 | BET Awards                  | Rita Ora                                                    | Mejor artista internacional británico | Nominada  | [ 65 ]               |
| 2013 | MOBO Awards                 | Rita Ora                                                    | Mejor artista femenina                | Nominada  | [ 66 ] [ 67 ]        |
| 2013 | MTV Europe Music Awards     | Rita Ora                                                    | Mejor look                            | Nominada  | [ 68 ] [ 69 ]        |
| 2014 | MTV Europe Music Awards     | Rita Ora                                                    | Mejor look                            | Nominada  |                      |
| 2015 | MTV Europe Music Awards     | Rita Ora                                                    | Mejor look                            | Nominada  |                      |
| 2017 | MTV Europe Music Awards     | Rita Ora                                                    | Mejor look                            | Nominada  |                      |
| 2025 | Kids' Choice Awards         | Su papel de Queen of Hearts en Descendants: The Rise of Red | Villano favorito                      | Nominada  | [ 70 ]               |

## Giras musicales
Como artista principal
- Ora Tour (2012)
- Radioactive Tour (2013)
- The Girls Tour (2018)
- Phoenix World Tour (2019)

Como telonera
- DJ Fresh – DJ Fresh Tour (2012)
- Drake – Club Paradise Tour (2012)
- Coldplay – Mylo Xyloto Tour (2012)

## Vida personal
Desde agosto de 2021 está en una relación con el director Taika Waititi. Se casaron en una ceremonia secreta llevada a cabo en Londres.